# Carta des del corredor de la mort
Carta des del corredor de la mort (títol original: A Letter From Death Row) és una pel·lícula estatunidenca dirigida per Marvin Baker i Bret Michaels, estrenada l'any 1998. Ha estat doblada al català.

## Argument
Michael Raine, condemnat a mort per a l'homicidi de la seva companya, rep la visita de Jessica Foster al passadís de la mort. Aquesta busca redactar un llibre sobre la vida dels presoners condemnats a la pena capital. Raine hi veu l'ocasió de provar la seva innocència. Decideix llavors reunir tots els elements de la investigació amb la finalitat de demostrar que és víctima d'un complot. Però ho és verdaderament? Qui és realment aquesta Jessica Foster? Els dies desfilen i la data de l'execució s'apropa a grans passos. Raine trobarà la peça que falta del puzle per a sortir-se'n?

## Repartiment
- Bret Michaels: Michael Raine
- Martin Sheen: el pare de Michael
- Kristi Gibson: Kristi Richards
- Lorelei Shellist: Jessica Foster
- Simon Elsworth: oficial Windell
- Rob Wilds: el guardià de la presó
- Bill Pankey: Redford
- Drew Boe: Lucifer T. Powers